# プランクトン学
プランクトン学（プランクトンがく）は、水域に生息するプランクトン、様々な小さな浮遊する植物、動物、微生物に関する研究である。プランクトン学の主題として、基礎生産、エネルギーの流れ、炭素循環などがある。 
プランクトンは「生物ポンプ」、つまり海洋生態系が表層の有光層から海洋深部へ炭素を輸送するプロセスを駆動させる。このようなプロセスは、地球温暖化に対抗するためのいくつかの可能性の一つである二酸化炭素吸収源に不可欠である。現代のプランクトン学では、最新の現場の画像装置を用いて、浮遊生物の行動状況を研究している。 
プランクトン学のプロジェクトの中には、Long-term Ecosystem Observatoryのように、一般の人がオンラインで参加できるものもある。

## プランクトン学の著名な研究者
- Karl Banse
- Sayed ElSayed
- Paul Falkowski
- Gotthilf Hempel
- ヴィクトル・ヘンゼン
- Uwe Kils
- Johannes Krey
- Jürgen Lenz
- Vivienne Cassie Cooper